# Гай Скрибоний Курион (народен трибун)
Вижте пояснителната страница за други личности с името Гай Скрибоний Курион.
Гай Скрибоний Курион (на латински: Gaius Scribonius Curio; * 90 пр.н.е.; † 49 пр.н.е.) e политик и народен трибун на Римската република.

## Биография
Произлиза от консервативната плебейска фамилия Скрибонии. Син е на Гай Скрибоний Курион (консул 76 пр.н.е. и цензор).
Като млад се присъединява в групата на Публий Клодий Пулхер. Приятел е с Помпей, Гай Юлий Цезар, Марк Антоний и Цицерон. Скрибоний е талантлив оратор и държи критични речи притив първия Триумвират.
През 52 пр.н.е., след смъртта на Публий Клодий Пулхер, той се жени за неговата вдовица Фулвия, дъщеря на изискания плебей Марк Фулвий Бамбалион от Тускулум и Семпрония Тудицани. Прадядото на Фулвия по майчина линия е историкът Гай Семпроний Тудицан (консул 129 пр.н.е.). Двамата с Фулвия имат син Гай Скрибоний Курион (* 50 пр.н.е.; † 31 пр.н.е.).
Той се присъединява към бившия си противник Гай Юлий Цезар. Кандитира се и е избран с най-много гласове за народен трибун през 50 пр.н.е. Застъпва се с veto за проконсулската служба на Цезар в Галия, но противниците печелят. Тогава бяга заедно с Марк Антоний при Цезар в Равена.
През последвалата гражданска война той е претор през 49 пр.н.е. Като командир на два легиона той прогонва Марк Порций Катон Млади от Сицилия и окупира важния остров, източник на жито. След това води поход в провинция Африка.
По време на гражданската война между Юлий Цезар и Помпей Велики, той се бие на страната на Цезар и в битката при Утика (49 пр.н.е.) побеждава вражеските командири Публий Атий Вар и нумидийския цар Юба I. В последвалата битка при р. Баграда (днес Medjerda) през август 49 пр.н.е. войската му е разгромена, а той е убит.
След смъртта на Скрибоний съпругата му Фулвия се омъжва през 45 пр.н.е. за Марк Антоний.